# Doktor Zivago (film fra 1965)
Doktor Zivago (engelsk: Doctor Zhivago) er en amerikansk dramatisk storfilm fra 1965 instrueret af David Lean baseret på Boris Pasternaks roman af samme navn. Filmen har Omar Sharif i titelrollen og betød et markant gennembrud for Julie Christie i rollen som Lara. Filmen modtog fem Oscars, herunder Oscar for bedste musik til Maurice Jarre.

## Handling
Filmen finder sted under de store omvæltninger i Rusland i perioden 1905-21, hvor blandt andet revolutionen i 1905 samt i 1917 og den efterfølgende borgerkrig finder sted. I en rammefortælling søger general Jevgraf Zivago (Alec Guinness) efter sin bror, lægen og digteren Jurij Zivagos (Omar Sharif) barn (Rita Tushingham), som denne skulle have fået med sin elskerinde Lara (Julie Christie). 
Jevgraf fortæller den mellemliggende historie, hvor aristokraten Jurij Zivago uddannes til læge samtidig med, at han skriver følsomme digte, der bliver vel modtaget i samtiden. Han forelsker sig i den smukke Lara, der er splittet mellem sin mors elsker, Komarovskij (Rod Steiger), og den unge idealistiske revolutonære, Pasja (Tom Courtenay). Lara skuffes af begge disse mænd og forelsker sig i Zivago. Denne er omvendt gift med Tonja (Geraldine Chaplin), men inspireres i sin digtning af Lara. Zjivago og Lara skilles af revolutionen og krigen, og Zivago og Tonja flytter langt ud på landet i Sibirien. Imidlertid kommer Lara til at bo i nærheden, og de to mødes i smug. Dette resulterer i et kærlighedsbarn, som Jevgraf måske finder i rammefortællingen.

## Medvirkende
- Omar Sharif – Doktor Jurij Andrejevitj Zivago
- Julie Christie –  Lara Antipova "Larissa"
- Geraldine Chaplin – Tonja Gromeko
- Rod Steiger – Viktor Komarovskij
- Alec Guinness – General Jevgraf Zivago
- Tom Courtenay – Pasja og Strelnikov
- Rita Tushingham – Pigen

## Produktion
Baggrunden for filmen var, at Carlo Ponti efter det vellykkede samarbejde med David Lean omkring Lawrence af Arabien nogle år forinden var interesseret i at finde en velegnet film til sin kone, Sophia Loren. Pasternaks roman var udkommet i 1957 og blevet en stor succes, og Ponti mente, at rollen som Lara ville passe til Loren. Lean og manuskriptforfatter Robert Bolt fik imidlertid Ponti talt fra ideen med henvisning til, at hun ikke var ungdommelig nok til de tidlige scener i filmen. 
Omar Sharif var også begejstret for romanen, og da han hørte, at Lean skulle lave en film efter bogen, bad han selv om at være med (han havde også været med i Lawrence af Arabien), idet han forestillede sig at spille Pasja. Lean foreslog i stedet hovedrollen til Sharifs store overraskelse. Lean havde oprindeligt ønsket Peter O'Toole, der havde spillet Lawrence, men denne havde afslået lige som andre forslag, herunder Max von Sydow og Paul Newman. 
Andre skuespillere, der var bragt i forslag til filmen, var Marlon Brando og James Mason som Komarovskij, Audrey Hepburn som Tonja og Albert Finney som Pasja. Julie Christie blev anbefalet af John Ford, der havde instrueret hende i Oprøreren, og hun havde det ungdommelige udseende, der var ønsket.
Indspilningen af filmen fandt sted i Spanien over en periode på ti måneder, da de politiske forhold (den kolde krig og forbuddet mod romanen i Sovjetunionen) umuliggjorde indspilning i Rusland. En gigantisk kulisse af Moskva blev opført uden for Madrid, og mange andre scener blev optaget i Soria nord for Madrid. Nogle af vinterscenerne blev optaget i Finland og i Canada, men nogle blev også optaget under varme temperaturer i Spanien. 

### Filmens forbindelse til romanen
Overordnet set følger filmen bogens handling, men en række sidehandlinger samt bifigurer er fjernet fra filmen. Det drejer sig især om historiske og politiske forhold, der er fjernet eller nedtonet kraftigt. Kritikere af filmen har blandt andet hæftet sig ved, at filmen går let hen over Zivagos oplevelser under 1. verdenskrig, der i romanen er meget barske, men i filmen er blevet til en ret kort og ret harmløs sekvens.
En af de største forandringer er figuren Pasha, der i romanen skildres som en dilettantisk revolutionær, men i filmen optræder som en benhård bolsjevik. Derudover er rammehistorien indlagt i filmen.

## Modtagelse
Filmen blev en stor publikumsmæssig succes, men blev også af kritikere anklaget for at være for lang og for at give en utroværdig beskrivelse af forholdet mellem Zivago og Lara. Dette tog David Lean meget nært og udtalte, at han ikke ville lave flere film. Den store økonomiske succes fik ham dog fra dette, og han instruerede senere både Ryans datter og Vejen til Indien. Filmen blev nomineret til hele femten Oscars og modtog fem af disse, dog primært nogle af de såkaldt mindre priser.
Eftertiden har været mere nådig i kritikken af filmen, og den regnes blandt de helt store af Leans film. På en liste over de 100 bedste film, lavet af American Film Institute i 1998, blev Doktor Zivago placeret som nummer 39. Maurice Jarres musik, herunder ikke mindst det tema, der kendes som Lara's Theme med en balalajka i forgrunden, blev populært, og der blev skrevet en tekst til temaet med titlen Somewhere My Love, der blev et hit for Connie Francis.

## Eksterne Henvisninger
- Doktor Zhivago på Internet Movie Database (engelsk)
- Doktor Zhivago på Filmdatabasen
- Doktor Zhivago på Scope
- Doktor Zhivago i Svensk Filmdatabas (svensk)
- Doktor Zhivago på AlloCiné (fransk)
- Doktor Zhivago på MovieMeter (nederlandsk)
- Doktor Zhivago på AllMovie (engelsk)
- Doktor Zhivago hos American Film Institute (engelsk)
- Doktor Zhivago hos British Film Institute (engelsk)
- Doktor Zhivagos profil hos Encyclopædia Britannica Online (engelsk)